# Mizuame
Mizuame (水飴, nghĩa đen là "kẹo nước") là món kẹo ngọt đến từ Nhật Bản. Trong đó, một chất lỏng trong, đặc và dính được tạo ra bằng cách chuyển nguyên liệu từ dạng tinh bột sang dạng đường. Mizuame được thêm vào để tạo một lớp óng ánh cho wagashi, nó cũng thường được ăn theo cách đơn giản là ăn với mật ong, và có thể dùng làm nguyên liệu chính trong các món ngọt . Một số Mizuame được sản xuất với phong cách chế biến đơn giản với việc sử dụng xi rô ngô và có hương vị không quá phức tạp.

## Phương pháp làm kẹo
Có hai phương pháp được sử dụng để chuyển đổi tinh bột thành đường. Phương pháp truyền thống là lấy gạo nếp trộn với mạch nha và để quá trình enzym tự nhiên diễn ra, từ đó chuyển tinh bột thành xi-rô  chủ yếu bao gồm mạch nha . Phương pháp thứ hai phổ biến hơn là phương pháp thủy phân axit tinh bột khoai tây hoặc tinh bột khoai lang bằng cách thêm các loại axit như axit hydrochloric, sulfuric hoặc nitric, để tạo ra xi-rô glucose. Nếu được thực hiện theo phương pháp đầu tiên, sản phẩm cuối cùng sẽ được gọi là mugi mizuame (麦水飴 mugi mizuame) , được cho là có hương vị hơn so với sản phẩm được làm từ axit.